# Nemška carinska zveza
- Prusija leta 1834
- Vključena območja do leta 1866
- Avstrijske posesti zunaj zveze
- Meje Nemške zveze iz leta 1828

Nemška carinska zveza (nemško Deutscher Zollverein) je bila koalicija nemških držav, ustanovljena za upravljanje carin in gospodarskih politik na njihovih ozemljih. Organizirana je bila s pogodbami carinske zveze iz leta 1833, uradno pa je začela delovati 1. januarja 1834. Vendar so se njeni temelji razvijali že od leta 1818 z ustanovitvijo različnih carinskih zvez med nemškimi državami. Do leta 1866 je zvaza vključevala večino nemških držav. Nemška carinska zveza ni bila del Nemške zveze (1815-1866).